# Cañada del Pueblo
Cañada del Pueblo ist eine Ortschaft in Uruguay.

## Geographie
Sie befindet sich auf dem Gebiet des Departamento Paysandú in dessen Sektor 9. Größere Ansiedlungen in der näheren Umgebung sind El Eucaliptus im Nordwesten und Pueblo Federación in südwestlicher Richtung. Durch Cañada del Pueblo fließt der de Pueblo, der südlich des Ortes und dort westlich des Cerro Charrúa in den del Sauce mündet, der wiederum ein rechtsseitiger Nebenfluss des Arroyo Molles Grande ist. Von Südwesten nach Nordosten wird Cañada del Pueblo von mehreren topographischen Erhebungen umgeben. Dies sind der Cerro de los Conejos, der Cerro Charrúa, der Cerro Montuoso und der Cerro del Arbolito.

## Einwohner
Für Cañada del Pueblo wurden bei der Volkszählung im Jahr 2004 208 Einwohner registriert.
| Jahr | Einwohner |
| ---- | --------- |
| 1996 | -         |
| 2004 | 208       |

Quelle: Instituto Nacional de Estadística de Uruguay